# Quinpl
Quinpl is een computerspel dat in 1988 werd ontwikkeld en uitgegeven door Bit² voor MSX2. Het spel is een actie- en strategiespel dat enige gelijkenis vertoond met Eggerland Mystery en King's Valley. Het doel van elk level is naar de uitgang te komen door blokken te slopen en vijanden te ontwijken. Onderweg kunnen verschillende items worden verzameld. Het perspectief van het speelveld wordt getoond in de derde persoon. Bovenaan het scherm bevindt zich informatie over de verzamelde objecten, resterende tijd en het aantal levens.